# John van den Brom
John van den Brom (* 4. Oktober 1966 in Amersfoort) ist ein niederländischer Fußballtrainer, der derzeit bei Vitesse Arnheim beschäftigt ist. Als Spieler wurde er mit Ajax Amsterdam zweimal niederländischer Meister; 1990 kam er zu zwei Einsätzen in der Nationalmannschaft.

## Vereinskarriere
Van den Brom begann seine Laufbahn bei den Amateuren von der VV APWC in Amersfoort und wechselte noch als Jugendlicher zum AFC Quick 1890, ebenfalls ein Amateurklub in Amersfoort. Sein Debüt als Profi gab er 1986 bei Vitesse Arnheim in der Eerste Divisie, der zweiten niederländischen Liga, bei einem 3:1-Sieg beim FC Eindhoven. Mit Vitesse stieg der defensive Mittelfeldspieler 1989 in die Eredivisie auf. 1990 und 1992 qualifizierte sich das Team für den UEFA-Pokal und erreichte jeweils das Achtelfinale; van den Brom kam in allen Spielen zum Einsatz und erzielte vier Tore, darunter den Siegtreffer beim 1:0 gegen KV Mechelen 1992, der Vitesse ins Achtelfinale gegen Real Madrid brachte.
Nach sieben Jahren in Arnheim, in denen er 80 Tore in 225 Spielen erzielte, nahm er 1993 ein Angebot von Trainer Louis van Gaal an, zu Ajax Amsterdam zu wechseln. Dort sollte er die Nachfolge von Wim Jonk antreten, der zu Inter Mailand ging. In seinem ersten Jahr beim AFC Ajax machte er 27 Eredivisiespiele und kam zu fünf Europapokaleinsätzen. Doch in der folgenden Saison übernahm Rückkehrer Frank Rijkaard die Position, auf der van den Brom spielen sollte, sodass er in der Eredivisie lediglich noch in 17 Begegnungen und in der Champions League gar nicht zum Einsatz kam. In beiden Spielzeiten wurde er niederländischer Meister und Supercupsieger und gewann 1995 außerdem die Champions League und den Weltpokal.
Zur Saison 1995/96 ging er zum türkischen Erstligisten Istanbulspor, um nur ein Jahr später zu seinem ersten Profiklub nach Arnheim zurückzukehren. Bei Vitesse absolvierte er weitere viereinhalb Saisons in der Eredivisie und kam zu zusätzlichen fünf Einsätzen im UEFA-Pokal. Als er seinen Stammplatz verloren hatte, wechselte er in der Winterpause 2000/01 zu De Graafschap, wo er 2003 – nach 432 Ligaspielen – seine Karriere ausklingen ließ.

## Nationalmannschaft
In seine erste Spielperiode bei Vitesse fielen die beiden A-Länderspiele, die van den Brom für den KNVB absolvierte. Im Dezember 1990 berief ihn Bondscoach Rinus Michels in den Kader für das EM-Qualifikationsspiel im Ta’ Qali-Stadion gegen Malta. Bei dem 8:0-Sieg am 19. Dezember 1990, bei dem Marco van Basten fünf Treffer erzielte, wurde er in der 66. Minute für Ruud Gullit beim Stand von 7:0 eingewechselt. Er saß danach noch einmal, 1991 beim EM-Qualifikationsspiel in Helsinki gegen Finnland, auf der Bank der Elftal, in den Kader zur Europameisterschaft wurde er jedoch nicht berufen.
Erst 1993, inzwischen hatte Dick Advocaat das Amt als Bondscoach übernommen, kam er erneut in den Oranje-Kader. In der WM-Qualifikation traten die Niederländer am 24. März 1993 in Utrecht gegen San Marino an. Advocaat ließ in der Startelf mit Erik Meijer und Regi Blinker zwei Debütanten und mit Marc Overmars, John de Wolf und van den Brom drei Spieler antreten, die erst ihr zweites Länderspiel machten; nach der Pause gab auch Ronald de Boer sein Debüt in Oranje. Nach nicht einmal drei Spielminuten erzielte Van den Brom in seinem zweiten und letzten Länderspiel den ersten Treffer zum 6:0-Sieg der niederländischen „zweiten Wahl“.

## Trainer
Nach seiner Profikarriere blieb van den Brom zunächst als Chefscout für De Graafschap in Doetinchem. Anschließend war er Trainer einer Amateurmannschaft aus Bennekom, ehe er am 29. April 2004 zum AFC Ajax zurückkehrte. Gemeinsam mit dem ehemaligen Ajax-Torhüter Fred Grim übernahm er von Marco van Basten und John van ’t Schip, die zur Nationalmannschaft wechselten, die Betreuung der Jugend von Ajax. 2007 trat er beim AGOVV Apeldoorn in der Eerste Divisie sein erstes Traineramt in einer Profiliga an. Nachdem er in der Eredivisie-Saison 2010/11 als ersten Erstligisten ADO Den Haag betreut hatte, wechselte er 2011 zu seinem alten Verein Vitesse Arnheim. Diesen führte er auf den siebten Platz und somit in die Europa-League-Qualifikation. Als Arnheim dort antrat war, van den Brom allerdings schon Trainer des RSC Anderlecht, der ihn für rund 500.000 Euro, in der Sommerpause, aus seinem Vertrag gekauft hatte. Den amtierenden belgischen Meister führte er zu Beginn seiner Amtszeit zunächst in die Champions-League-Gruppenphase.
Anfang November 2020 verließ van den Brom den FC Utrecht und wechselte zum belgischen Erstdivisionär KRC Genk, wo er einen Vertrag bis Sommer 2023 unterschrieb.
Er konnte dort die Saison 2020/21 mit dem Gewinn des belgischen Pokals abschließen. Als Vierter der Hauptrunde erreichte der Verein zudem mit 20 Punkten Rückstand auf den späteren Meister FC Brügge die Meister-Play-offs. Dort begannen alle Mannschaften mit den halben übernommenen Punkten, Genk also mit zehn Punkten Rückstand. In den sechs Play-off-Spielen konnte Genk diesen Rückstand aufholen, wurde aber nur Vize-Meister, da bei gleicher Punktzahl der bessere Platz in der Hauptrunde entscheidend ist. Damit war Genk für die dritte Qualifikationsrunde zur Champions League qualifiziert, scheiterte dort aber gegen Schachtar Donezk. Genk war damit für die Gruppenphase der Europa League qualifiziert, wo dem Verein West Ham United, Dinamo Zagreb und SK Rapid Wien zugelost wurde.
Anfang Dezember 2021 stand Genk nach der Hinrunde der Saison 2021/22 auf Platz 8 sowie in der Europa League vor dem letzten Gruppenspiel auf Platz 3. Der Verein trennte sich darauf von ihm.
Im Juni 2022 unterschrieb er einen Vertrag bis 2024 mit Lech Poznań. Dort wurde er am 17. Dezember 2023 freigestellt.
Zur Saison 2024/25 übernahm van den Brom erneut das Traineramt bei Vitesse Arnheim.